# Včela Čáslavská
Včela Čáslavská byla založena 15. března 1864 v Čáslavi jako muzejní a archeologický spolek. Úkolem tohoto spolku byla ochrana místních historických památek a dále historická osvěta v podobě veřejných přednášek a publikační činnosti. Včela Čáslavská úzce spolupracovala a i dnes spolupracuje s městským muzeem v Čáslavi.
Včela Čáslavská byla založena jako vůbec první životaschopný spolek podobného zaměření mimo Prahu. Jejím vzorem se již od začátku stal Archeologický spolek Národního muzea v Praze, z jehož stanov byly odvozeny i stanovy Včely Čáslavské, které byly potvrzeny v srpnu 1864. Prvním tajemníkem se stal Leopold Želina a předsedou říšský poslanec Josef Zikmund.
Činnost spolku byla několikrát utlumena, poprvé v roce 1866 vlivem prusko–rakouské války. Nové obrody a největšího rozkvětu se Včela dočkala po roce 1877, kdy se sice předsedou stal ještě Leopold Želina, ale vlivu zde začal nabývat místní ředitel dívčí obecné a měšťanské školy Kliment Čermák, od roku 1891 její předseda.
Po dlouhém období sice formální existence, ale praktické nečinnosti byla Včela Čáslavská jako muzejní a vlastivědný spolek naposledy obnovena v roce 1991, od roku 1994 stojí v čele Petr Charvát.